# Кривична пријава
Кривична пријава је пријава да је учињено одређено кривично дело, која се (у праву Србије) подноси надлежном јавном тужиоцу, а може се поднети и ненадлежном јавном тужиоцу, суду или органу унутрашњих послова, у ком случају ће бити прослеђена одговарајућем јавном тужиоцу.

## Подносиоци
Кривична пријава представља неопходан акт којим се открива да је одређено кривично дело извршено и којим се омогућава даље одвијање процесних радњи. Као подносиоци кривичне пријаве могу се јавити различити субјекти: грађани, државни органи, органи територијалне аутономије или локалне самоуправе, јавна предузећа и установе, као и органи унутрашњих послова којима је ово једна од основних дужности у борби за сузбијање криминала. Подношење кривичне пријаве је посебно регулисано када је подносе органи унутрашњих послова, и у тим случајевима садржина је прецизно прописана као и прилози који се подносе уз кривичну пријаву (попут предмета, фотографија и скица).

## Врсте
Може се разликовати више врста кривичних пријава према различитим критеријумима. Према начину подношења разликују се писмена (писана, чији је садржај слободан сем када је подносе органи унутрашњих послова) и усмена (када се подносилац мора упозорити на последице лажног пријављивања - то је кривично дело, и мора се саставити записник). Посебно је регулисано и питање телефонских кривичних пријава, и тада се о пријави мора сачинити службена белешка.
Према потпуности података о делу, учиниоцу и доказима разликују се потпуне и непотпуне кривичне пријаве. Потпуне кривичне пријаве омогућавају да се одмах покрене кривични поступак услед тога што постоје потпуни подаци о делу, учиниоцу и доказима. Непотпуне кривичне пријаве захтевају даље истражне радње органа унутрашњих послова, јавног тужиоца или истражног судије.
Према истинитости садржаја разликују се лажне и истините кривичне пријаве. Изношење лажних података у кривичној пријави има за последицу позивање на кривичну одговорност подносиоца и таквом пријавом се не остварују кривичнопроцесна дејства. Само истинита кривична пријава омогућава даље одвијање преткривичног и кривичног поступка.

## Процесне последице пријаве и даљи поступак
Кривична пријава у одређеним ситуацијама може имати процесне последице. Тако се кривична пријава сматра благовременом приватном тужбом уколико се у даљем току поступка открије да је у питању кривично дело које се гони по приватној тужби. Друга последица се јавља уколико јавни тужилац не реагује на поднету пријаву у року од месец дана. Тада оштећени може преузети кривично гоњење као тужилац подношењем оптужног предлога суду.
По редовном току ствари, о кривичној пријави одлучује јавни тужилац. Он може одбацити кривичну пријаву уколико сматра да нема основа за даљи поступак, у ком случају о одбацивању обавештава оштећеног (који може преузети гоњење) или орган унутрашњих послова (што зависи од подносиоца) у року од осам дана. Уколико сматра да постоје основи за даљи поступак, јавни тужилац ће поднети одговарајући оптужни акт чиме ће започети кривични поступак.